# Wyrd
«Wyrd» — другий студійний альбом італійського фольк-метал/павер-метал-гурту Elvenking. Реліз відбувся 19 квітня 2004 року.

## Список композицій
| #   | Назва                      | Тривалість |
| --- | -------------------------- | ---------- |
| 1.  | «The Losers' Ball»         | 1:49       |
| 2.  | «Pathfinders»              | 5:22       |
| 3.  | «Jigsaw Puzzle»            | 4:17       |
| 4.  | «The Silk Dilemma»         | 4:19       |
| 5.  | «Disappearing Sands»       | 4:41       |
| 6.  | «Moonchariot»              | 6:49       |
| 7.  | «The Perpetual Knot»       | 3:03       |
| 8.  | «Another Haven»            | 5:06       |
| 9.  | «A Fiery Stride»           | 4:59       |
| 10. | «Midnight Circus»          | 5:04       |
| 11. | «A Poem for the Firmament» | 12:09      |

## Учасники запису
- Клейд — вокал
- Ярпен — гітара, гроулінг
- Айдан — гітара
- Горлан — бас-гітара
- Зендер — барабан
- Еліген — скрипка, клавішні